# Big Hits (High Tide and Green Grass)
Big Hits (High Tide and Green Grass) foi a primeira coletânea oficial dos Rolling Stones, lançada em Março de 1966 nos Estados Unidos e oito meses depois no Reino Unido e Europa.

## História
A coletânea alcançou o 3º lugar nas paradas norte-americanas, e permanece popular na discografia da banda. A edição britânica do álbum inclui músicas lançadas após o lançamento da versão americana/internacional. Em 2002 a edição EUA/Internacional, comum no Brasil, foi remasterizada em CD e Super Audio CD.

## Faixas
| Edição norte-americana (Internacional) |                                 |         |  |
| N.º                                    | Título                          | Duração |  |
| 1.                                     | "(I Can't Get No) Satisfaction" | 3:43    |  |
| 2.                                     | "The Last Time"                 | 3:42    |  |
| 3.                                     | "As Tears Go By"                | 2:45    |  |
| 4.                                     | "Time Is on My Side"            | 2:58    |  |
| 5.                                     | "It's All Over Now"             | 3:26    |  |
| 6.                                     | "Tell Me"                       | 3:46    |  |
| 7.                                     | "19th Nervous Breakdown"        | 3:56    |  |
| 8.                                     | "Heart of Stone"                | 2:50    |  |
| 9.                                     | "Get Off of My Cloud"           | 2:55    |  |
| 10.                                    | "Not Fade Away"                 | 1:48    |  |
| 11.                                    | "Good Times, Bad Times"         | 2:32    |  |
| 12.                                    | "Play with Fire"                | 2:15    |  |
| Duração total:                         | Duração total:                  | 36:56   |  |

| Edição Britânica (Reino Unido e Europa) |                                                            |         |  |
| N.º                                     | Título                                                     | Duração |  |
| 1.                                      | "Have You Seen Your Mother, Baby, Standing in the Shadow?" | 2:30    |  |
| 2.                                      | "Paint It, Black"                                          | 3:10    |  |
| 3.                                      | "It's All Over Now"                                        | 3:20    |  |
| 4.                                      | "The Last Time"                                            | 3:35    |  |
| 5.                                      | "Heart of Stone"                                           | 2:49    |  |
| 6.                                      | "Not Fade Away"                                            | 1:49    |  |
| 7.                                      | "Come On"                                                  | 1:40    |  |
| 8.                                      | "(I Can't Get No) Satisfaction"                            | 3:45    |  |
| 9.                                      | "Get Off of My Cloud"                                      | 2:52    |  |
| 10.                                     | "As Tears Go By"                                           | 2:45    |  |
| 11.                                     | "19th Nervous Breakdown"                                   | 3:50    |  |
| 12.                                     | "Lady Jane"                                                | 3:06    |  |
| 13.                                     | "Time Is on My Side"                                       | 2:50    |  |
| 14.                                     | "Little Red Rooster"                                       | 2:55    |  |

## Recepção e crítica
| Críticas profissionais | Críticas profissionais |
| Avaliações da crítica  | Avaliações da crítica  |
| Fonte                  | Avaliação              |
| ---------------------- | ---------------------- |
| Allmusic               | [ 3 ]                  |
| Rolling Stone          | [ 4 ]                  |

A recepção foi positiva. Bruce Eder, crítico do Allmusic, afirma que o álbum continua sendo uma potente coleção de singles.